# Annunciazione (Moretto)
L'Annunciazione è un dipinto a olio su tavola (42 × 58 cm) del Moretto, databile al 1535-1540 e conservato nella Pinacoteca Tosio Martinengo a Brescia.
La tavola è stata giudicata dalla critica come uno dei migliori dipinti del pittore, "unico nella produzione minore del Moretto" per composizione, preziosità dei colori e senso religioso trasmesso, il tutto fondato su toni argentini e sommessi.

## Storia
La piccola tavola passa in proprietà dei Civici Musei di Brescia per lascito del conte Paolo Tosio nel 1832, ma non si conoscono i precedenti passaggi di proprietà. È comunque da escludere, date le ridotte dimensioni, la destinazione a edifici chiesastici: quasi sicuramente fu eseguita per conto di privati, da custodire in una casa o in una canonica.
Il dipinto ha sempre mostrato un ottimo stato di conservazione: Joseph Archer Crowe e Giovanni Battista Cavalcaselle, i primi che la analizzano nel 1871, parlano di un "dipinto bello e grazioso e, cosa ancor più rara, tuttora in buono stato di conservazione". Stessa cosa Pietro Da Ponte, nel 1898: "opera piccola, ma graziosissima e assai ben conservata".
L'opera si trova ancora oggi esposta nella Pinacoteca Tosio Martinengo di Brescia.

## Descrizione
Il dipinto raffigura l'episodio dell'Annunciazione: a sinistra vi è l'arcangelo Gabriele che si avvicina alla Madonna recando un giglio, a destra vi è Maria con gli occhi bassi, nell'atto di leggere un libro. Fra i due, in alto, è posta la colomba, simbolo dello Spirito Santo, in una nube lucente.
La scena si svolge in un locale chiuso con finestre, dalle quali si scorge un panorama aspro e montuoso, con un piccolo centro abitato visibile poco più in basso del capo di Maria.

## Stile
La prima analisi critica dell'opera è compiuta ancora da Pietro Da Ponte nel 1898: "Nel fondo di paese che si intravede della finestre della cameretta e nelle figure predominano le tinte argentine tanto caratteristiche del Moretto e dalla composizione spira un'aria di giovanile candore".
Nella scheda scritta da Fausto Lechi e Gaetano Panazza per la mostra La Pittura bresciana del Rinascimento, svoltasi nel 1939, si legge che il dipinto "è una graziosissima, piccola composizione nella quale si fondono i colori splendenti e caldi e i toni argentini che la rendono assai preziosa. Le due soavissime immagini vivono in un'atmosfera quasi di sogno fatta di toni argentini e di luci verdi azzurre come di acque marine".
Gaetano Panazza torna a parlare dell'opera, con qualche riserva, nel 1958, scrivendo che si tratta di una "deliziosa tavoletta, nonostante qualche pesantezza nella nuvola che avvolge lo Spirito Santo. È una delle creazioni meglio riuscite del Moretto, intimamente poetica e ricca di serena religiosità, argentina e fredda nei toni accordati e sommessi, in cui predomina la perla bruna. Lombarda, forse con qualche sentore leonardesco, è la soluzione della bifora che lascia scorgere al di là il paesaggio azzurrino dello sfondo".
Secondo Camillo Boselli, che scrive nel 1974, "l'Annunciazione è un gioiello delizioso, unico nella produzione minore del Moretto, di cui numerose Madonne più o meno autografe disperse in collezioni pubbliche o private, sono gli esempi più comuni. Non sempre in queste opere l'autograficità del Moretto è sicura perché è probabile che molte di esse siano opere di bottega. Questa della Tosio è sicuramente autografa del maestro per la preziosità dei colori, per il raccolto e sereno senso religioso della scena. Motivo di ammirazione lo splendido paesaggio con quella tappa luminosa del prato [...]".
Del dipinto si conoscono numerose repliche e derivazioni, alcune delle quali oggi non più rintracciabili.